# Baguernette
 (février 2024).
Si vous disposez d'ouvrages ou d'articles de référence ou si vous connaissez des sites web de qualité traitant du thème abordé ici, merci de compléter l'article en donnant les références utiles à sa vérifiabilité et en les liant à la section « Notes et références ».

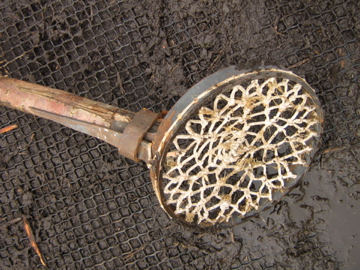
Une baguernette

En France, la baguernette est un outil servant à curer les fossés dans les marais.
Elle est constituée d'une perche de 3 à 4 m, généralement en bois de saule. À l'extrémité la plus solide est accroché un cerceau de fer qui porte un panier de corde tressée à maille lache.
On plonge le cerceau de fer au fond du fossé, dans la vase. Le panier emprisonne celle-ci avec les morceaux de feuilles et autres débris végétaux et l'utilisateur peut alors la sortir pour l'épandre sur le champ.